# Fellow
Fellow è un termine inglese che, in senso lato, significa "compagno". Tuttavia la parola fellow è anche usata in riferimento a una persona della cosiddetta "upper class" e, ancora più spesso, per designare membri selezionati all'interno di associazioni accademiche per collaborare insieme ad altri fellow a progetti culturali e scientifici.

## Research fellow
Il titolo di research fellow è utilizzato in riferimento a incarichi di assegnista di ricerca nelle università o in istituzioni simili.

## Teaching fellow
Il titolo di teaching fellow è utilizzato in riferimento a incarichi di insegnamento nelle università o in istituzioni simili.

## Emeritus fellow nel Regno Unito
Nel Regno Unito, il titolo di emeritus fellow può essere attribuito a un membro di un'istituzione accademica al momento del pensionamento affinché continui comunque ad essere affiliato a quella istituzione. Il titolo è simile a quello di professore emerito in Italia.

## Training medico negli Stati Uniti
Nelle istituzioni mediche statunitensi, il termine fellow è riferito a chi ha completato il training di specializzazione (per esempio in medicina interna, in pediatria in o in chirurgia generale) ed è iscritto al primo, secondo o terzo anno di specializzazione (per esempio cardiologia, nefrologia pediatrica o chirurgia dei trapianti).

## Fellow di società professionali
I fellow sono i membri più titolati delle maggiori società professionali o scientifiche. La fellowship è un riconoscimento onorario elettivo conferito solo a una minoranza dei membri di una società ed è tipicamente legata a contributi duraturi, significativi e di eccellenza.